# 1257
Évszázadok: 12. század – 13. század – 14. század
Évtizedek: 1200-as évek – 1210-es évek – 1220-as évek – 1230-as évek – 1240-es évek – 1250-es évek – 1260-as évek – 1270-es évek – 1280-as évek – 1290-es évek – 1300-as évek
Évek: 1252 – 1253 – 1254 – 1255 –  1256 – 1257 – 1258 – 1259 – 1260 – 1261 – 1262

## Események

### Határozott dátumú események
- április 1. – X. Alfonz kasztíliai király német királlyá választása. (Ténylegesen sohasem uralkodik, nem is jár Németországban.)
- május 17. – Richárd angol herceg német királlyá választása. (Ténylegesen azonban nem uralkodik.)

### Határozatlan dátumú események
- az év folyamán –
  - Robert de Sorbon megalapítja a párizsi Sorbonne egyetemet.
  - Matthew Paris angol történetíró összeállítja Chronica Majora című angol krónikáját.
  - III. Henrik angol király kibocsátja az első tiszta arany pénzérmét, a 20 pennyst.
  - Krakkó városa újjáépül az 1241. évi tatár pusztítás után.
  - Nagymaros városának első ismert írásos említése Morus néven.
  - A Szamalasz tűzhányó kitörése.

## Születések
- október 4. – II. Przemysł lengyel király († 1296)
- IV. Sancho Kasztília és León királya († 1295)
- Beatrix burgundi hercegnő

## Halálozások
- június 4. – I. Przemyśl lengyel herceg
- december 24. – I. János hainaut-i gróf (* 1218)